# Sairecabur
El grupo volcánico de Sairecabur o volcán Sairecabur es una cadena volcánica al sur del volcán Putana, en la frontera entre Antofagasta (Chile) al oeste y el departamento de Potosí (Bolivia) al este, y contiene al menos 10 centros de la era postglaciar, de los cuales el más alto es el Cerro Sairecabur, de 5971 m. Además, incluye al Cerro Saciel y el Cerro Ojos del Toro, así como los estratovolcanes Curiquinca (5722 m), Escalante o El Apagado (5819 m) y Cerro Colorados (5728 m), alrededor de 12 km al norte del Sairecabur. El complejo cuenta también con una serie de minas de azufre abandonadas, entre las cuales destacan las azufreras de Saciel, Ojos del Toro y El Apagado.
Como tal, la palabra Sairecabur es la versión castellanizada del nombre que en kunza usaban los atacameños likan-antay para referirse al volcán: saire significa "lluvia" y cabur "montaña". Sobre el volcán se encuentra el Receiver Lab Telescope, a 5525 m.